# Санта-Клара (футбольний клуб)
«Санта-Клара» (порт. Clube Desportivo Santa Clara) — португальський футбольний клуб з міста Понта-Делгада, заснований 1927 року. Виступає у Сегунда-Лізі Португалії. Домашні матчі проводить на стадіоні «Сау Мігель», який вміщує 13 227 глядачів.

## Історія
Футбольний клуб «Санта-Клара» представляє Азорські острови, тому є одним з найзахідніших клубів, які будь-коли виступали у вищих дивізіонах європейських країн. Створення клубу «Санта-Клара» стало довготривалим і складним процесом, який розпочався в 1917 році і завершився 12 травня 1927 року, коли було офіційно затверджено статут клубу. Перший офіційний матч команда провела 20 листопада того ж року. Найвищим досягненням клубу в чемпіонаті Португалії є 5-те місце в сезоні 2024-25.